# Wielka Korona Tatr
Wielka Korona Tatr (WKT) – lista czternastu najwyższych szczytów w Tatrach, wyróżniających się zarazem swoją wybitnością. Obejmuje szczyty osiągające wysokość powyżej 8000 stóp angielskich i wznoszące się co najmniej 100 m nad przełęczą oddzielającą je od najwyższego szczytu w sąsiedztwie. Wysokość 8000 stóp stanowi nawiązanie do ośmiotysięczników w Himalajach i Karakorum (tu zamiast metrów są jednak stopy angielskie). Jedna stopa to 30,48 cm, do zestawienia mogą więc należeć szczyty mierzące ponad 2438,4 m. Koncepcję WKT wymyślił Piotr Mielus.
| Szczyty Wielkiej Korony Tatr |                   |                   |          |           |
| Lp.                          | Szczyt            | Nazwa słowacka    | Wysokość | Wysokość  |
| Lp.                          | Szczyt            | Nazwa słowacka    | m n.p.m. | stóp ang. |
| 1                            | Gerlach           | Gerlachovský štít | 2655     | 8711      |
| 2                            | Łomnica           | Lomnický štít     | 2633     | 8638      |
| 3                            | Lodowy Szczyt     | Ľadový štít       | 2627     | 8619      |
| 4                            | Durny Szczyt      | Pyšný štít        | 2621     | 8599      |
| 5                            | Wysoka            | Vysoká            | 2558     | 8392      |
| 6                            | Kieżmarski Szczyt | Kežmarský štít    | 2557     | 8389      |
| 7                            | Kończysta         | Končistá          | 2536     | 8320      |
| 8                            | Baranie Rogi      | Baranie rohy      | 2530     | 8301      |
| 9                            | Rysy              | Rysy              | 2501     | 8205      |
| 10                           | Krywań            | Kriváň            | 2495     | 8186      |
| 11                           | Staroleśny Szczyt | Bradavica         | 2489     | 8166      |
| 12                           | Ganek             | Gánok             | 2464     | 8084      |
| 13                           | Sławkowski Szczyt | Slavkovský štít   | 2452     | 8045      |
| 14                           | Pośrednia Grań    | Prostredný hrot   | 2439     | 8002      |

Pojęcia Wielkiej Korony Tatr oraz Korony Tatr zostały zdefiniowane przez P. Mielusa w krótkim artykule opublikowanym w 1998 r. w czasopiśmie „Góry”. Zaprezentowane kryteria w doborze szczytów wzbudziły kontrowersje w części społeczności górskiej, niektórzy uważali je za zbyt sztuczne. Kwestionowano głównie przyjętą umownie na 100 m minimalną wysokość szczytu nad przełęczą. Ten parametr spowodował, że do WKT nie zaliczyły się takie szczyty, jak Zadni Gerlach, Mały Durny Szczyt, Wielki Szczyt Wideł, Mały Kieżmarski Szczyt czy Lodowa Kopa. Ostatecznie kryteria ustalone przez P. Mielusa ostały się i powszechnie przyjęły w społeczności, a WKT stała się celem dla wspinaczy i turystów.
Wszystkie szczyty WKT znajdują się na terenie Słowacji. Położonemu na granicy polsko-słowackiej Mięguszowieckiemu Szczytowi Wielkiemu zabrakło dosłownie centymetrów wysokości, by znaleźć się w zestawieniu. Zgodnie z mapą topograficzną w skali 1:10 000 rozpowszechnianą przez polski Główny Urząd Geodezji i Kartografii, wysokość Mięguszowieckiego Szczytu to 2438,1 m (7999,0 stóp). Możliwe jest jednak, że wierzchołek ten w rzeczywistości minimalnie przekracza 8000 stóp, na co wskazują pomiary lidarowe wykonane dla słowackiego urzędu geodezyjno-kartograficznego (słow. Úrad geodézie, kartografie a katastra Slovenskej republiky). Wysokość najwyższego punktu w kopule szczytowej według tych danych wynosi 2438,57 m, czyli 8000,56 stóp. W takim przypadku Mięguszowiecki Szczyt Wielki byłby piętnastym szczytem WKT.
Pierwszym zdobywcą WKT najprawdopodobniej był Janusz Chmielowski, wchodząc na Ganek w 1897 r. jako na swój ostatni szczyt z listy. Później WKT zdobywała cała rzesza taterników, a w XXI w. modne stało się jej pokonywanie na czas – w kierunku od wschodu (Kieżmarski Szczyt) na zachód (Krywań). Latem 2016 r. przewodnik tatrzański Paweł Orawiec zdobył wszystkie czternaście szczytów w 58 godzin, a kilka dni po nim ultramaratonka i alpinistka Alicja Paszczak poprawiła ten rekord na nieco ponad 49 godzin. W sierpniu 2020 r. wszystkie szczyty WKT w czasie 32 godzin i 28 minut zdobył alpinista Kacper Tekieli, zaliczając podczas swojej akcji łączne przewyższenie 8160 m w górę (suma podejść) i 7914 m w dół (suma zejść), na przebytym dystansie 57,9 km. W dniach 12-13 sierpnia 2024 r. rekord WKT pobił ultramaratończyk Roman Ficek, pokonując ok. 81 km i 10200 m pionu w ciągu 29 godzin i 45 minut. Kobiecy rekord poprawiła 29-30 sierpnia 2024 r. biegaczka górska i skialpinistka Olga Łyjak, której trasa 72 km z 10200 m sumy przewyższeń zajęła 40 godzin i 56 minut. Było to pierwsze szybkie przejście WKT w stylu "bezdyskusyjnie bez wsparcia" (całkowicie samotnie, bez depozytów i korzystania z infrastruktury). W pokonywaniu Wielkiej Korony Tatr na czas trasę można wybierać dowolnie, trzeba tylko odwiedzić wszystkie 14 szczytów, a pomiar czasu liczy się "od osiągnięcia pierwszego szczytu do osiągnięcia ostatniego".